# 氟銻酸
氟銻酸（化学式：HSbF6）或稱六氟銻酸，是氫氟酸和五氟化銻反應後的產物。以一比一的比例混合时成為現在已知最強的超強酸，實驗證明能分解碳氫化合物，產生碳正離子以及氫氣。
氫氟酸（HF）和五氟化銻（SbF5）反应强烈放熱。HF會釋放質子H+，然後氟离子F−會與SbF5形成八面體型的SbF6−阴离子。SbF6−是非配位阴离子，親核性和鹼性都很弱。於是質子几乎是「裸露」在溶液中，使得混合物体系呈現極強的酸性，比純硫酸要強2×1019倍。

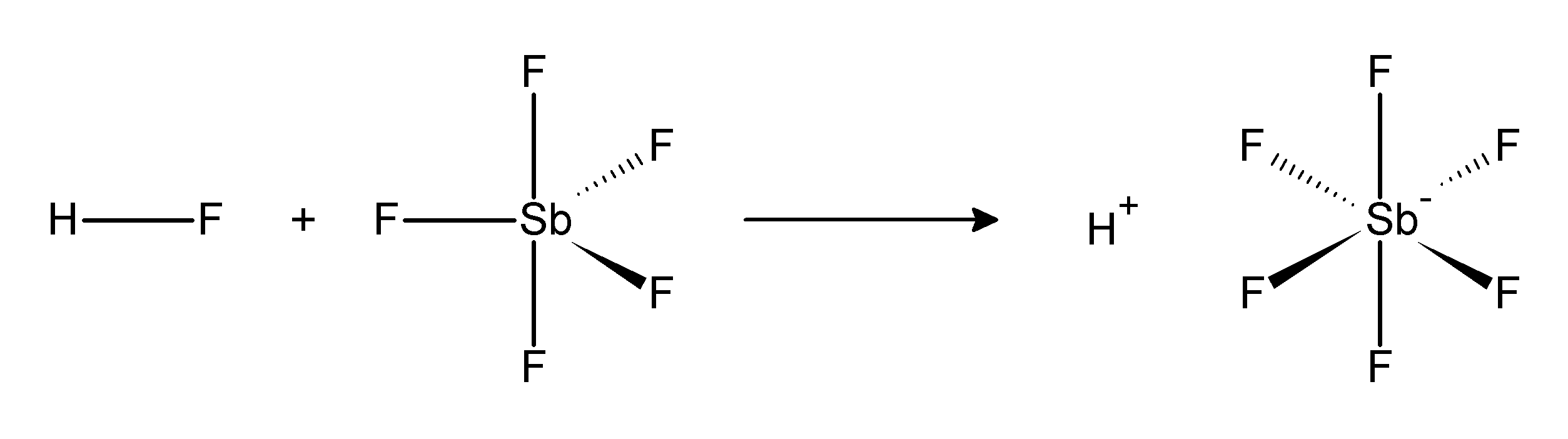
氫氟酸和五氟化銻的反應方程式

## 結構
用X射线晶体学研究两份{\displaystyle {\ce {HF - SbF5}}}反应形成的结晶，发现化学式分别为{\displaystyle {\ce {[H2F+][{Sb2F11}^{-}]}}}和{\displaystyle {\ce {[{H3F2}^{+}][{Sb2F11}^{-}]}}}，都含有Sb2F11−作阴离子。据估计，Sb2F11−离子的碱性比SbF6−还要弱，因此更加稳定。

### 與其他酸的對照
以下的資料是以哈米特酸度函数作為依據，酸度以大負數H0值表示：
- 氟銻酸 (1990) (H0值 = −31.3)
- 魔酸 (1974) (H0值 = −19.2)
- 碳硼烷酸 (1969) (H0值 = −18.0)
- 氟磺酸 (1944) (H0值 = −15.1)
- 三氟甲磺酸 (1940) (H0值 = −14.9)

## 反应
氟锑酸加热到40 °C下分解，生成氟化氢气体和五氟化锑液体。

## 應用
氟锑酸使其几乎可以质子化所有的有机化合物。它与异丁烷和新戊烷反应会生成相应的碳正离子：
{\displaystyle {\ce {(CH3)3CH + H+ -> (CH3)3C+ + H2}}}
{\displaystyle {\ce {(CH3)4C + H+ -> (CH3)3C+ + CH4}}}

## 危險性
氟銻酸會與水起強烈甚至爆炸性的反應，而且它会與目前几乎所有已知的溶剂发生反應。能溶解氟銻酸的溶劑有磺酰氟氯（SO2ClF）、液态二氧化硫及氟氯烃。盛{\displaystyle {\ce {HF - SbF5}}}的容器可用特氟龍或PFA製造。